# Рюландер, Аманда
Аманда Рюландер (швед. Amanda Rylander, 14 октября 1832 — 15 октября 1920) — шведская театральная актриса. Была одной из известных актрис в Швеции в конце XIX в.

## Биография
Аманда Рюландер родилась в 1832 году. Её отцом был инспектор Юхан Рюландер, сёстрами — актрисы Оттилия Литтмарк и Клара Бьёрлин.
В 1857—1859 гг. она играла в труппе Андерса Селиндера, в 1859—1862 гг. — в труппе Пера Юсефа Делана. Затем она выступала в Шведском театре Гельсингфорса до пожара 1863 г.
В период 1870—1890 гг. с перерывом 1881—1882 гг. Аманда выступала в Stora Teatern в Гётеборге. Театр был создан в 1880 г., и Аманда вошла в состав его первой труппы и проработала в нём до выхода на пенсию в 1890 г. Она продолжала появляться на театральной сцене уже в качестве приглашённой актрисы, и её последнее выступление состоялось в 1914 г.
Стиль игры Аманды Рюландер описывался как тёплый и сердечный. К наиболее запомнившимся её ролям относятся Фадетт в Syrsan и Оппортуна в Fregattkaptenen.